# Behnia (plant)
Behnia is een geslacht uit de aspergefamilie.  Het geslacht telt een soort: Behnia reticulata. Deze komt voor in zuidelijk Afrika.